# Précelle

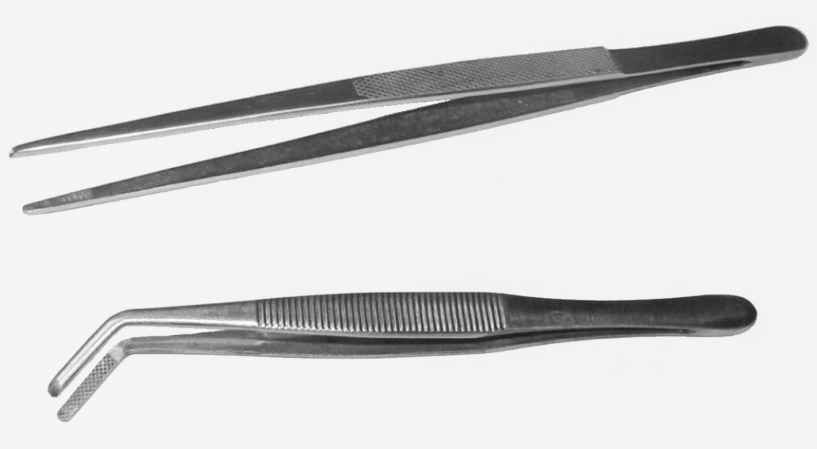
Deux précelles, droite et incurvée.

Une précelle (ou des précelles) est une petite pince dont les branches font ressort, constituée de deux lames dont l'extrémité est très variable permettant la préhension d'objets très fins, petits et légers.
Elle est très employée par les horlogers, joailliers, chirurgiens dentistes, ophtalmologistes, philatélistes etc..
D'après Émile Littré, le terme semble dérivé et synonyme de brucelles. Le dictionnaire Larousse renvoie d'ailleurs directement à brucelles et ne retient que la forme plurielle de précelles, là où le CNRTL rappelle que l'emploi est généralement au pluriel. En Suisse romande et au Québec, brucelles désigne aussi la pince à épiler.

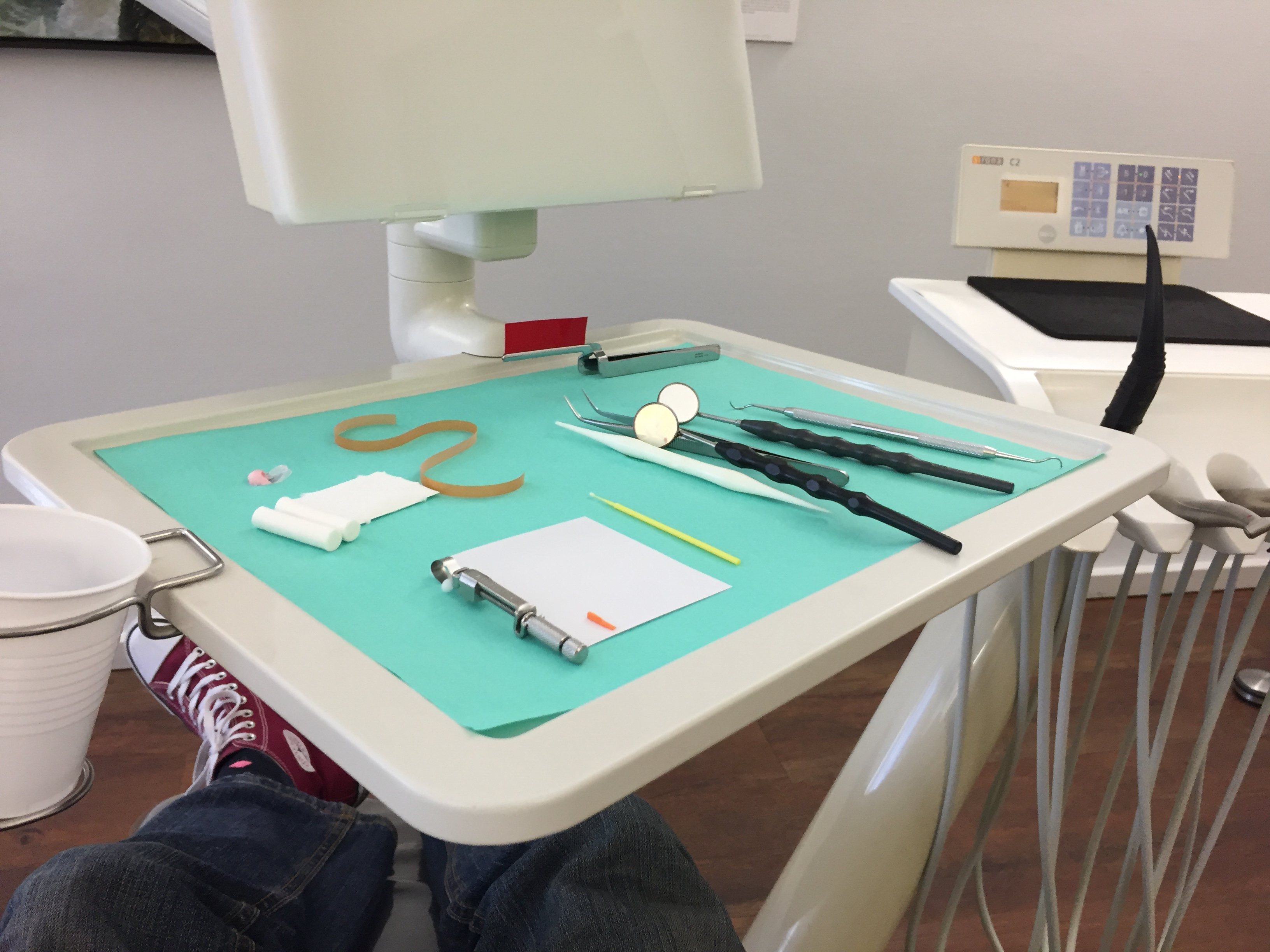
Précelles déposées sur un plateau de travail de dentiste avec d'autres instruments de base.

En odontologie, où le terme de précelle est le plus couramment employé, cette pince est largement utilisée et fait partie du plateau d'examen pour l'examen de la bouche et les soins de base. De très nombreuses formes dérivées sont disponibles sur le marché selon les usages : précelle collège, à miroir, avec loupe, à bracket-croisée, à bracket à pointe coudée, de suture, droite, pour prémolaire et molaire, à petite courbe, à grande courbe, oblique, de DeBakey, etc. La précelle type la plus utilisée est la précelle collège.